# ميرفين جيل
ميرفين جيل (بالإنجليزية: Mervyn Gill)‏ (13 أبريل 1931 بإكزتر في المملكة المتحدة - 1 سبتمبر 2007) هو لاعب كرة قدم بريطاني في مركز حراسة المرمى. لعب مع نادي بورتسموث ونادي توركي يونايتد ونادي ساوثهامبتون ونادي وكينغ ونادي باث سيتي وBideford A.F.C. ‏.